# Sherko Gubari
Sherko Kareem Lateef Gubari (* 25. Mai 1996 in Kirkuk) ist ein irakischer Fußballspieler.

## Karriere

### Verein
Sherko Gubari (arabisch شيركو كريم) unterzeichnete seinen ersten Profivertrag beim Bagdader Sportverein Al-Shorta SC am 30. Dezember 2011. Im Jahr darauf, im Alter von 15 Jahren, gab er sein Debüt in der ersten Mannschaft. Sein erstes Tor erzielte er für den Al-Shorta SC am 24. Juni 2012 beim 3:0-Sieg gegen Al-Minaa. Zu Beginn der Saison 2012/13 wurde er an den Zakho FC ausgeliehen. In der folgenden Saison, zurückgekehrt von seiner Leihe, gewann er mit Al-Shorta SC seinen ersten Titel. Am Ende der Saison stand der Verein mit zwei Punkten Vorsprung an erster Position in der Iraqi Premier League, vor dem Erbil SC. Eine Saison später verteidigte der Club den Titel, erneut vor dem Erbil SC.
Im März 2015 gab der Grasshopper Club Zürich die Verpflichtung von Gubari bekannt, wo er einen Dreijahresvertrag bis Juni 2018 unterzeichnete. Sein Debüt gab er beim 5:3-Sieg gegen den FC Thun in der Saison 2015/16. Im Juli 2017 unterzeichnete er einen Leihvertrag für eine Saison beim FC Vaduz, der in Schweizer Challenge League spielt.
Im Juli 2018 wechselte er zum österreichischen Bundesligisten SCR Altach, bei dem er einen bis Juni 2019 laufenden Vertrag erhielt. Nach der Saison 2018/19 verließ er Altach und kehrte zu Al-Shorta zurück.

### Nationalmannschaft
Gubari spielte für diverse irakische Jugendnationalauswahlen. Mit der U-17-Auswahl nahm er 2013 an der Weltmeisterschaft teil, wo er mit seiner Mannschaft allerdings als Letzter der Gruppe F in der Vorrunde ausschied.
2016 nahm er mit der Olympiaauswahl an den Olympischen Sommerspielen in Rio de Janeiro teil. Mit dem Irak schied er als Dritter der Gruppe A in der Gruppenphase aus. Gubari kam in allen drei Spielen seines Landes zum Einsatz.

## Erfolge
Al-Shorta SC
- Irakischer Meister: 2013, 2014